# The Powder Flash of Death
Pour plus de détails, voir Fiche technique et Distribution.
The Powder Flash of Death est un film muet américain réalisé par Allan Dwan et sorti en 1913.

## Fiche technique
- Titre : The Powder Flash of Death
- Réalisation : Allan Dwan
- Scénario : Allan Dwan
- Genre : Film dramatique
- Production : Bison Motion Pictures
- Durée : 10 minutes
- Date de sortie :
  - États-Unis : 8 juillet 1913

## Distribution
- Wallace Reid : Capitaine Bruce Douglas
- Pauline Bush : sa fiancée
- Marshall Neilan : Jed
- Jessalyn Van Trump : Sue
- David Kirkland : le tavernier